# Le Bal de l'horreur (film, 2008)
Pour les articles homonymes, voir Le Bal de l'horreur.
Série Le Bal de l'horreur
Délivrez-nous du Diable
(1992)
Pour plus de détails, voir Fiche technique et Distribution.
Le Bal de l'horreur (Prom Night) est un film d'horreur américano-canadien réalisé par Nelson McCormick sorti en 2008. C'est le remake du film du même nom sorti en 1980.

## Synopsis
Donna Keppel, une étudiante de première année du lycée, rentre chez elle un soir et découvre que son père et son jeune frère ont été assassinés. Elle se cache sous le lit de son frère où elle voit alors sa mère poignardée à mort par Richard Fenton, son ancien professeur de biologie devenu obsédé par Donna.
Trois ans plus tard, Donna vit avec son oncle Jack et sa tante Karen. Elle et ses amis se préparent pour leur bal de promo. Pendant ce temps, le détective Winn, qui a arrêté Fenton trois ans plus tôt, apprend que Fenton s'est évadé de l'hôpital psychiatrique.
Sachant que Fenton viendra chercher Donna, Winn arrive à l'hôtel avec son partenaire, le détective Nash. Fenton fait irruption dans la suite d'hôtel partagée des amis, où il tue d'abord les amis de Donna, Claire et Michael. Plus tard, Lisa, l'autre amie de Donna, et son petit ami Ronnie croisent Fenton alors qu'ils montaient à la suite ; Lisa le reconnaît mais ne se souvient pas d'où. Bientôt, elle se rend compte que c'est l'agresseur et court pour avertir Donna, pour être piégée dans la cage d'escalier par Fenton. Il la poursuit dans le sous-sol, où il lui tranche la gorge.
Winn trouve le corps de l'homme dont Fenton utilise le nom dans le coffre de sa voiture sur le parking. Winn monte ensuite dans la chambre réservée par Fenton et trouve le corps de la gouvernante. Alors qu'il fait évacuer l'hôtel, Donna remonte dans sa chambre pour retrouver Lisa et récupérer le châle de sa mère, où elle rencontre Fenton et s'échappe. L'équipe SWAT fouille l'hôtel mais ne trouve aucun signe de Fenton.
Donna et son petit ami Bobby sont reconduit à la maison de Donna, où Winn ordonne une protection supplémentaire. À l'intérieur, Donna découvre que la gorge de Bobby a été tranchée. Elle se retire dans son placard pour se cacher, seulement pour trouver Fenton déjà à l'intérieur. Il l'empêche de crier alors que Winn entre dans sa chambre. Ils luttent ; Alors que Fenton est sur le point de la poignarder, Winn tire plusieurs fois sur Fenton, le tuant.
Alors que Donna est rejointe par sa tante et son oncle, Winn la console et lui dit que c'est fini.

## Fiche technique
- Titre original : Prom Night
- Titre : Le Bal de l'horreur
- Réalisation : Nelson McCormick
- Scenario : J. S Cardone
- Costumes : Philip Hayman
- Décors : Traci Kirshbaum
- Directeur Artistique : Chris Cornwell
- Musique : Brian Richards
- Durée : 87 minutes
- Genre : Horreur, Suspense,Thriller.
- Budget : 20 millions de $US[1]
- Box-office :  États-Unis : 21 538 187 $US (en 4 jours)[1]
- Dates de sortie :
  -  États-Unis : 11 avril 2008
  -  France : 30 juillet 2008
- interdit aux moins de 12 ans

## Distribution
Légende : Version Française = V.F. ; Version Québécoise = V.Q.
- Brittany Snow (V.F. : Barbara Beretta ; V.Q. : Annie Girard) : Donna Keppel
- Idris Elba (V.F. : Jean-Paul Pitolin ; V.Q. : Tristan Harvey) : Détective Winn
- Scott Porter (V.Q. : Patrice Dubois) : Bobby
- Jessica Stroup (V.Q. : Aline Pinsonneault) : Claire
- Dana Davis (V.F : Fily Keita V.Q. : Bianca Gervais ) : Lisa Hines
- Collins Pennie (V.Q. : François Godin) : Ronnie Heflin
- Kelly Blatz (V.F. : Yoann Sover ; V.Q. : Antoine Durand) : Michael
- James Ransone (V.Q. : Benoit Éthier) : Détective Nash
- Brianne Davis (V.F. : Jessica Barrier) : Crissy Lynn
- Kellan Lutz : Rick Leland
- Mary Mara : Ms. Waters
- Ming-Na : Elisha Crowe
- Johnathon Schaech (V.F. : Emmanuel Curtil V.Q. : Louis-Philippe Dandenault) : Richard Fenton
- Jessalyn Gilsig (V.Q. : Viviane Pacal) : Karen Turner
- Linden Ashby (V.Q. : Daniel Picard) : Jack Turner
- Jana Kramer : April
- Rachel Specter : Taylor
- Valeri Ross : Mrs. Hines
- Lori Heuring : Mme Keppel
- Joshua Leonard (V.F. : Rémi Caillebot) : Bellhop
- Jay Phillips (V.Q. : Jean-François Beaupré) : DJ Tyler
- Andrew Fiscella : officier de police

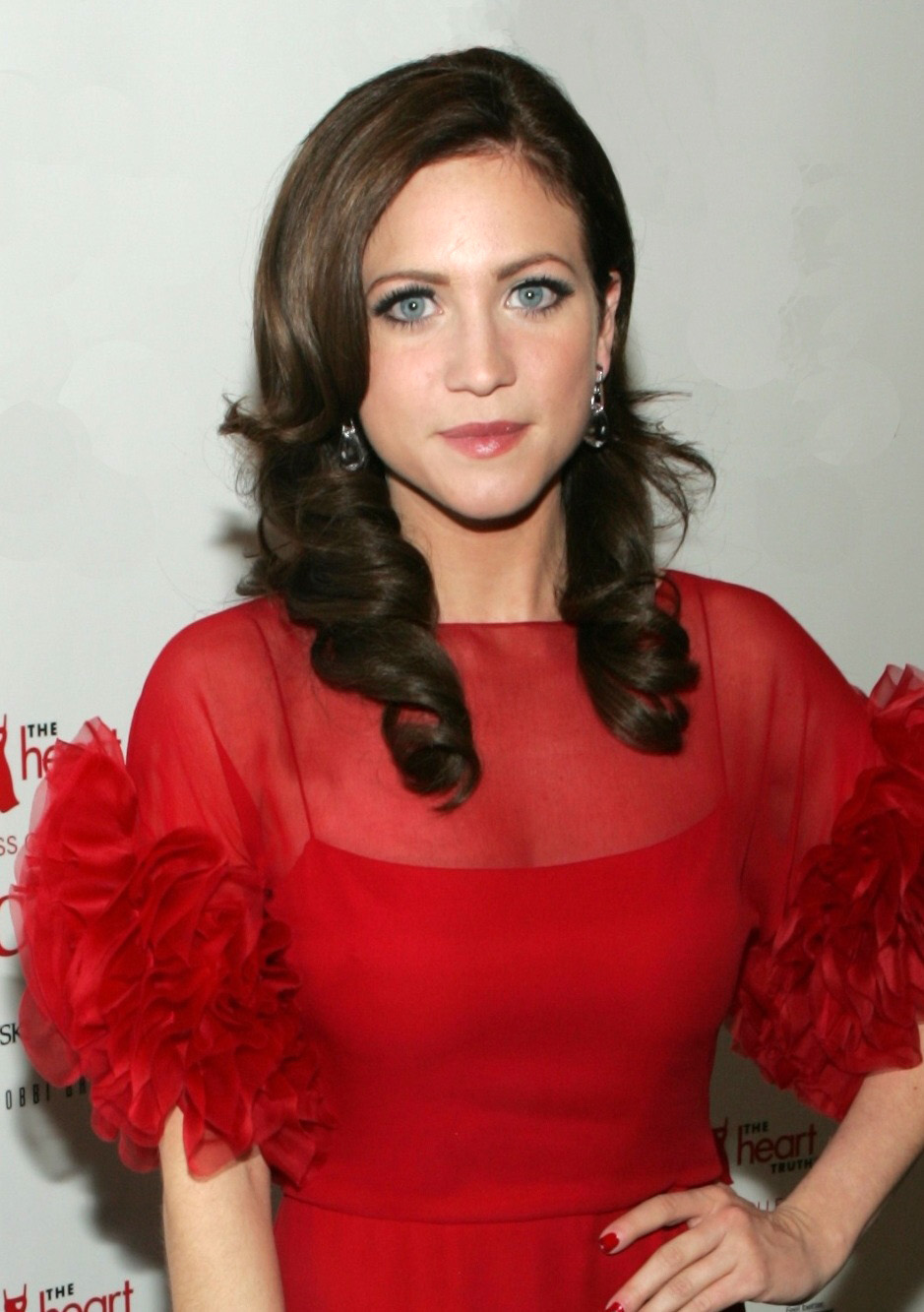
Brittany Snow, l'interprète de Donna Keppel.
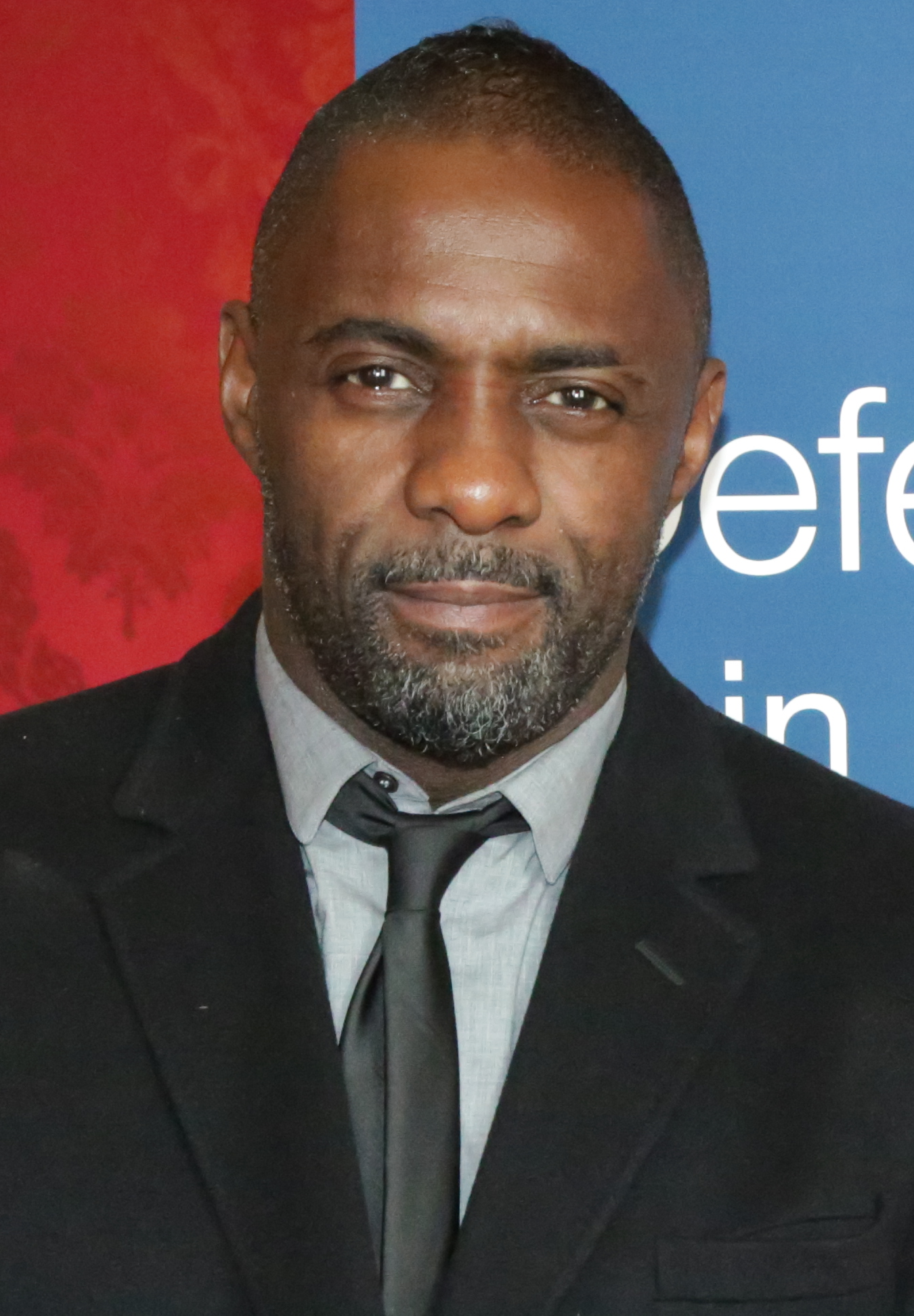
Idris Elba, l'interprète du détective Winn.
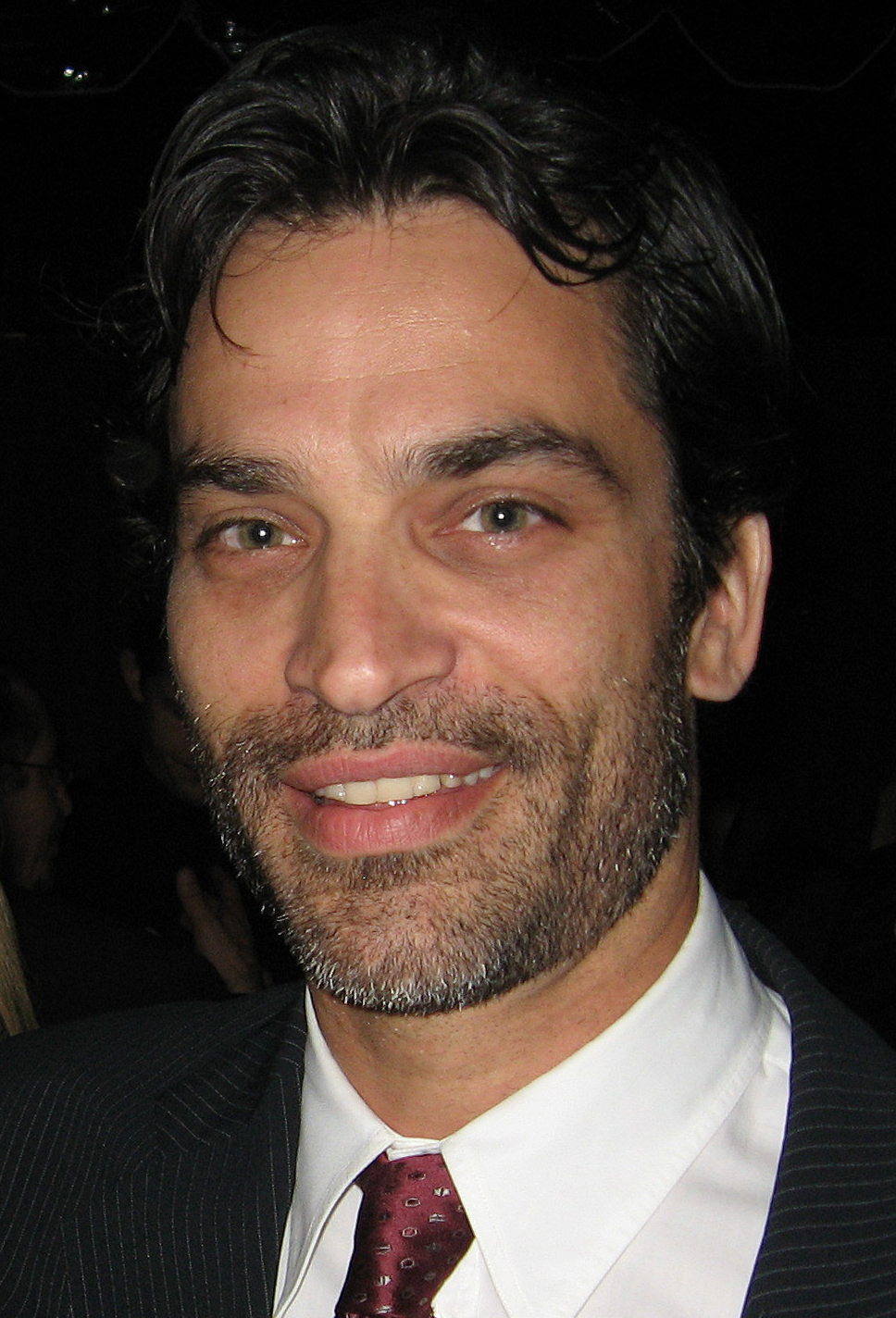
Johnathon Schaech, l'interprète de Richard Fenton.
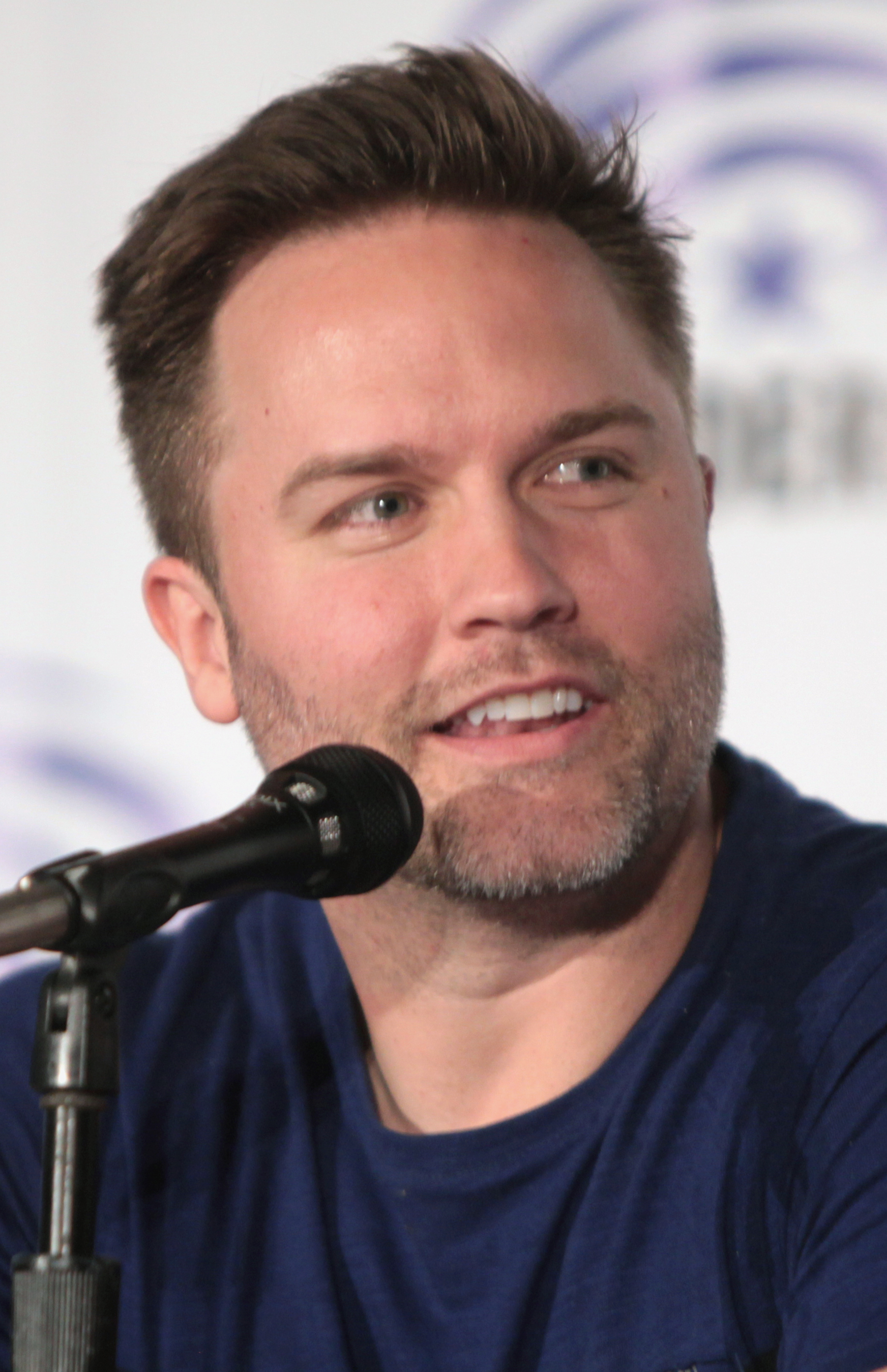
Scott Porter, l'interprète de Bobby.
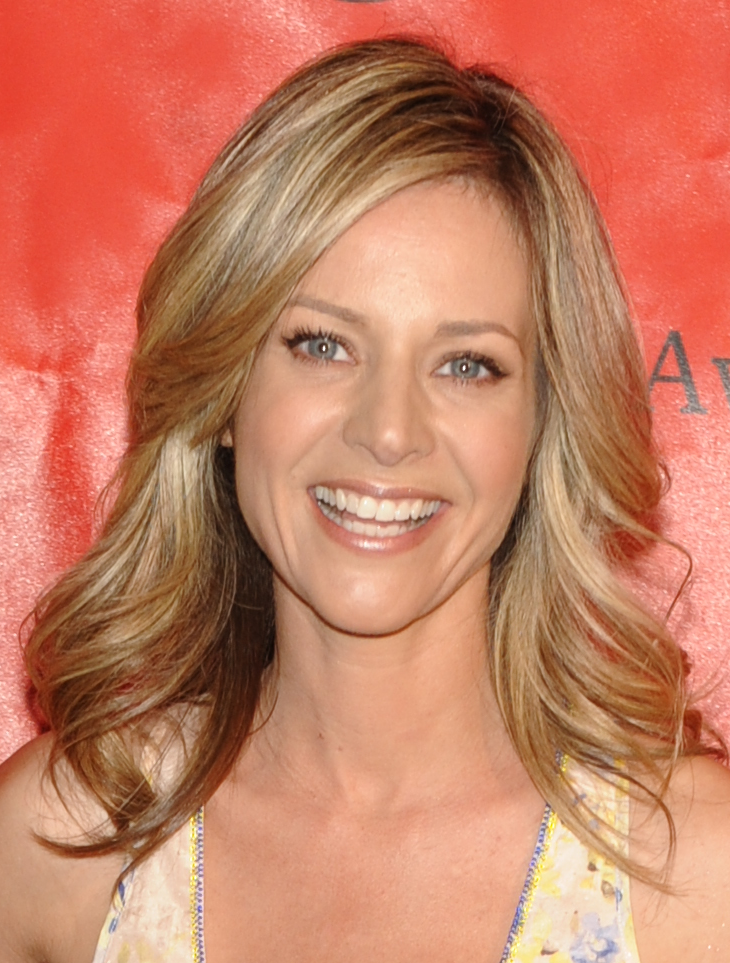
Jessalyn Gilsig, l'interprète de Karen Turner.
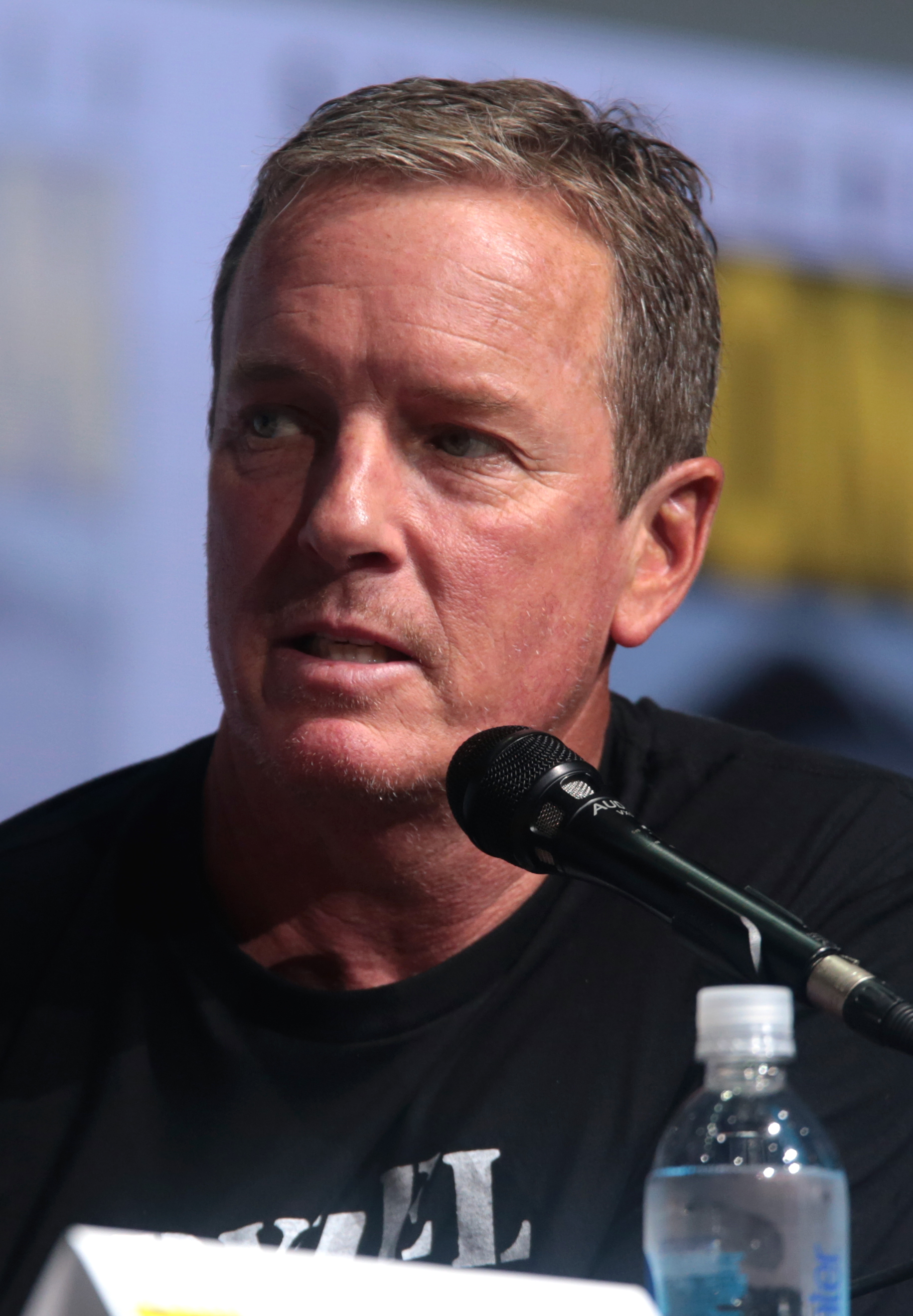
Linden Ashby, l'interprète de Jack Turner.
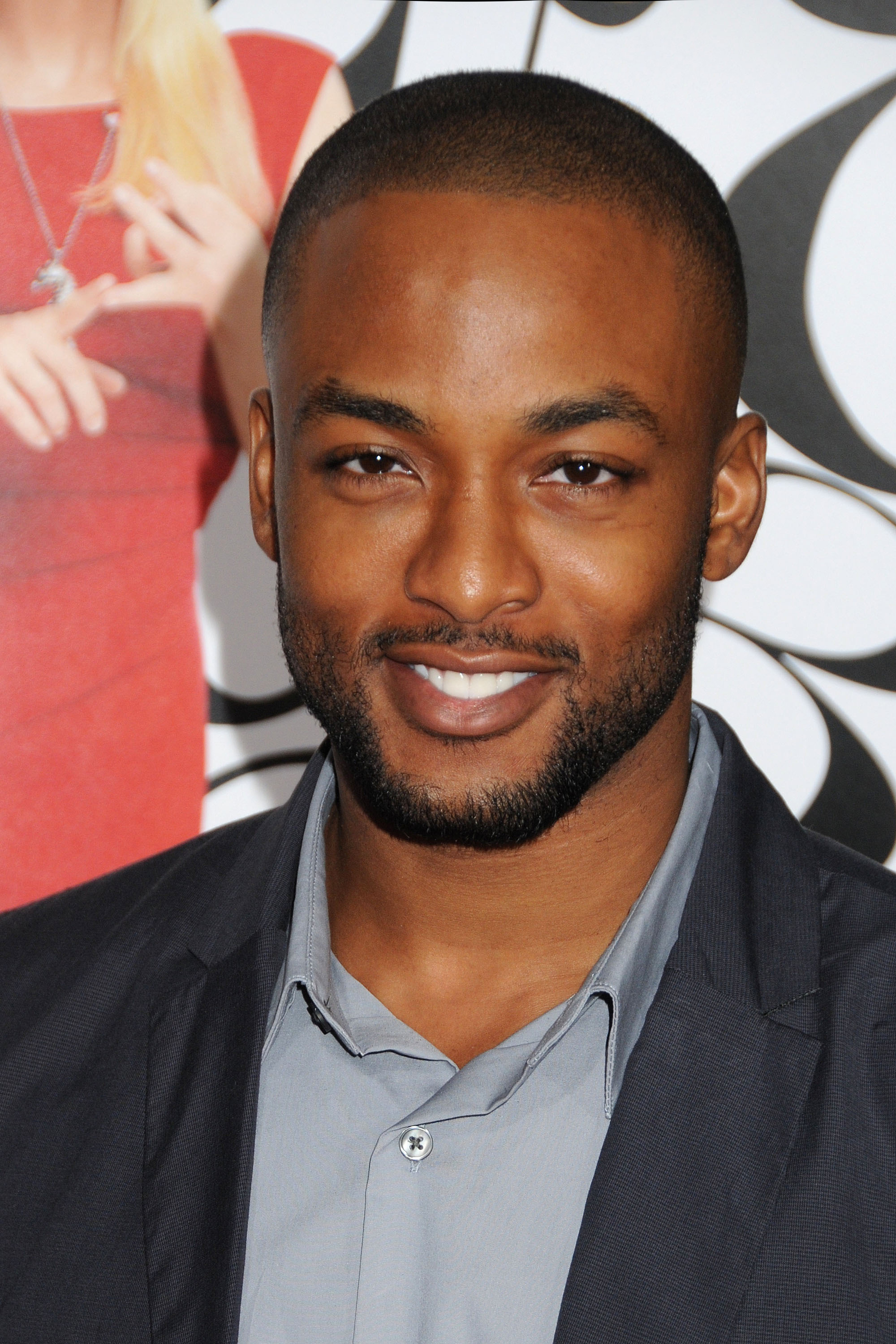
Collins Pennie, l'interprète de Ronnie Heflin.
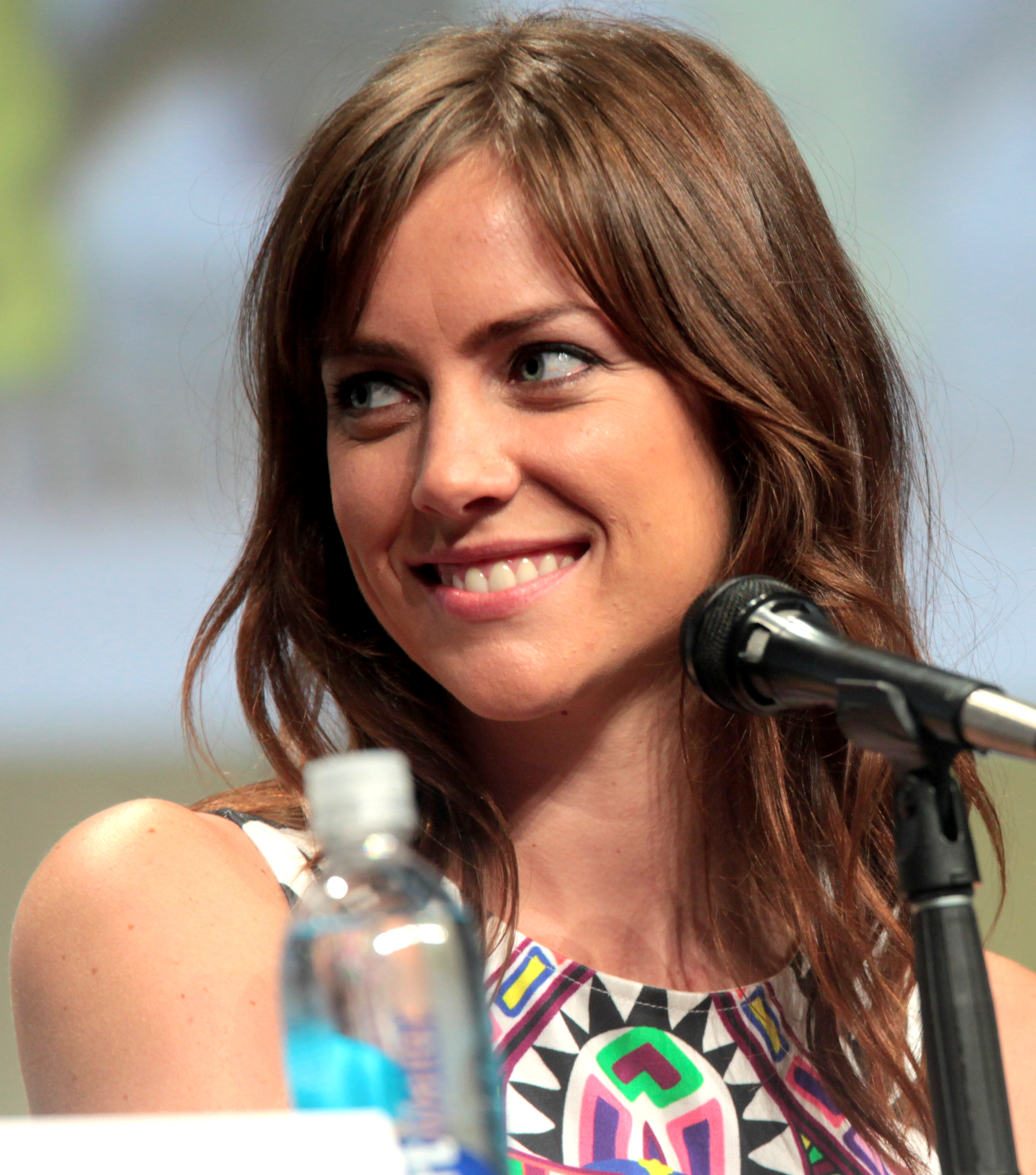
Jessica Stroup, l'interprète de Claire.
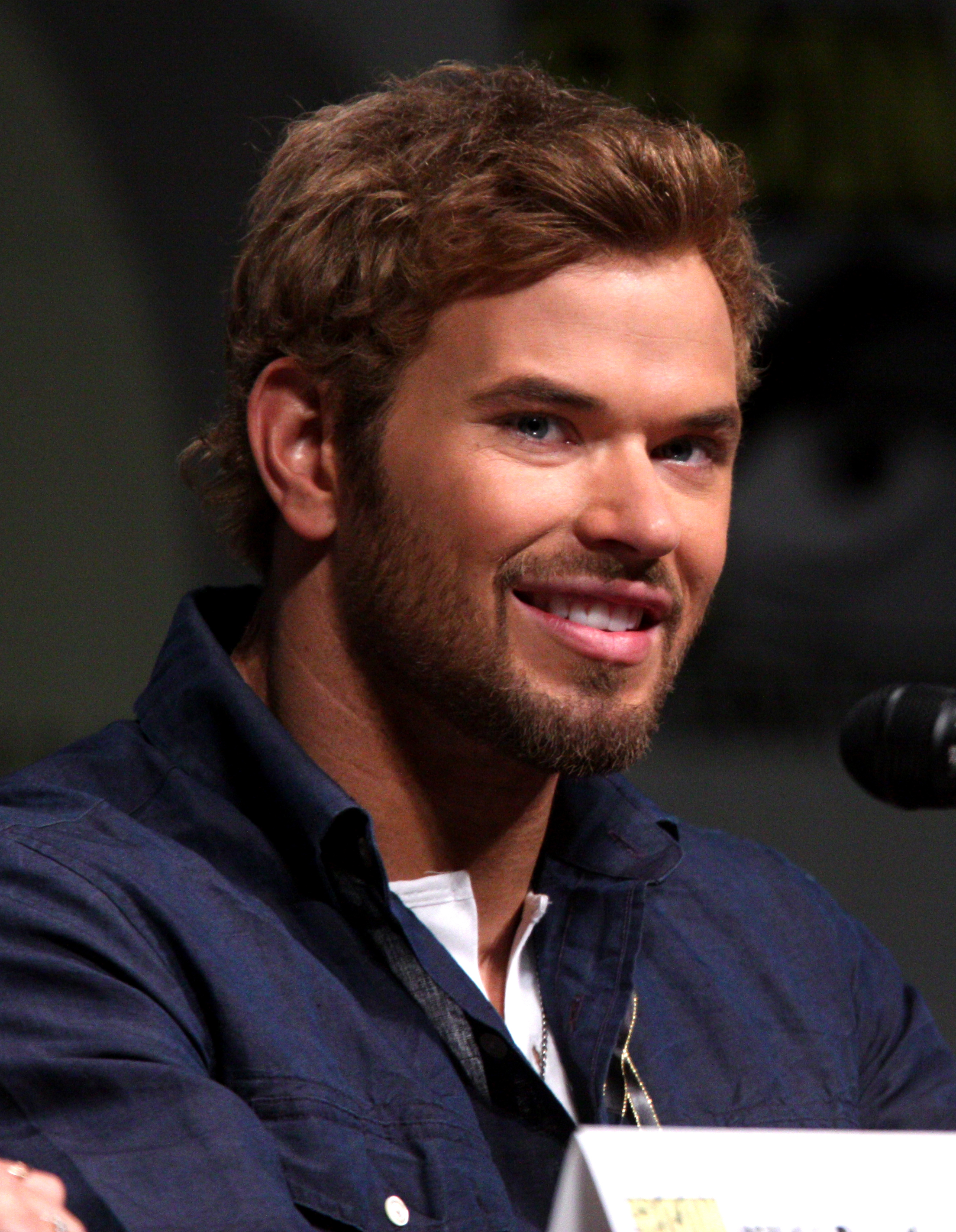
Kellan Lutz, l'interprète de Rick Leland.

## Musique du film
Dans la scène où Donna descend les escaliers pour rejoindre son petit ami, on peut entendre la version anglaise de la chanson Ich Bin Da, du groupe allemand Tokio Hotel.